# Verena von Weymarn
Verena Merethe von Weymarn (geborene von Stritzky, * 16. Juli 1943 in Riga/Lettland) ist eine deutsche Ärztin und Sanitätsoffizier a. D. im Generalsrang. Sie war der erste weibliche General in der deutschen Geschichte.

## Biografie
Verena von Stritzky wurde als Tochter des Historikers Karl-Christoph von Stritzky im damals deutsch besetzten Riga geboren. Ihr Vater fiel vor ihrer Geburt als Soldat in Russland. Nach Kriegsende wuchs sie in der Bundesrepublik Deutschland auf. Sie studierte von 1964 bis 1971 Medizin in Göttingen und München und promovierte im Oktober 1976 mit einer Arbeit über die Wirkung von Sicherheitsgurten. Sie war verheiratet mit dem aus Estland stammenden Architekten Alexander von Weymarn († 1998); die Familie hat zwei Töchter.
Im September 1976 trat Verena von Weymarn als Stabsarzt der Luftwaffe in die Bundeswehr ein. Zu diesem Schritt wurde sie nach eigenen Angaben durch eine geregelte Arbeitszeit, die Vielfalt von Aufgaben und die Chance der Tätigkeit als Arzt im Truppendienst und im klinischen Bereich bewogen.
Von 1976 bis April 1980 arbeitete sie beim Luftwaffenversorgungsregiment 1 in Erding als Truppenärztin. Bereits 1978 wurde sie als Berufssoldat übernommen und zum Oberstabsarzt befördert. Am gleichen Standort war sie von 1980 bis 1983 Staffelchef der Luftwaffensanitätsstaffel. Es folgten im April 1983 die Versetzung als Kommandoarzt zum Luftwaffenunterstützungsgruppenkommando Süd nach Karlsruhe (Baden-Württemberg) und ein halbjähriger Aufenthalt in den USA mit der Teilnahme am internationalen Fliegerarztlehrgang. Die nächste Station war im Oktober 1985 die 1. Luftwaffendivision in Meßstetten (Baden-Württemberg) als Divisionsärztin. 1986 erfolgte die Beförderung zum Oberstarzt. Ab April 1989 übernahm Verena von Weymarn als Chefärztin die Leitung des Bundeswehrkrankenhauses in Gießen. 1993 hielt sie sich ein halbes Jahr lang am NATO Defence College in Rom auf.
Am 23. März 1994 wurde Verena von Weymarn vom damaligen Bundesverteidigungsminister Volker Rühe mit Wirkung vom 1. April zum Generalarzt befördert. Damit wurde sie zum ersten weiblichen General in der deutschen Geschichte.
Im April 1994 übernahm sie die Dienststelle Generalarzt der Luftwaffe in Lohmar-Heide bei Siegburg (Nordrhein-Westfalen). Ihr unterstand fachlich der gesamte Sanitätsdienst der Luftwaffe und damit in oberster Instanz die medizinische Verantwortung für alle Luftwaffensoldaten. Hinzu kam die fliegerärztliche Zuständigkeit auch für das fliegende Personal des Heeres und der Marine. Mit der Versetzung zum Sanitätsamt der Bundeswehr im Oktober 1995 übernahm Generalarzt Verena von Weymarn die Aufgabe des stellvertretenden Amtschefs und Chefs des Stabes des Sanitätsamtes mit etwa 270 Mitarbeitern. Später übernahm sie die Leitung des Bundeswehrzentralkrankenhauses Koblenz.
Zum 1. August 2004 trat Generalarzt Verena von Weymarn in den Ruhestand.